# Boarca
Boarca es una localidad rumana de la comuna de Râmnicelu, en el condado de Brăila.

## Geografía
La localidad está ubicada en la margen izquierda del río Buzău.

## Historia
Hacia finales del siglo XIX la localidad pertenecía a la comuna de Domnița, en el antiguo condado de Ramnicu Sărat. En la segunda mitad del siglo XX la comuna había pasado a formar parte de la comuna de Râmnicelu, en el condado de Brăila.